# Brezovec
Brezovec es un municipio del distrito de Snina en la región de Prešov, Eslovaquia, con una población estimada a final del año 2024 de 36 habitantes.
Se encuentra ubicado al este de la región, en el valle del río Cirocha (cuenca hidrográfica del río Tisza) y cerca de la frontera con Ucrania.

## Demografía
| Año        | 1994 | 2004     | 2014     | 2024     |
| ---------- | ---- | -------- | -------- | -------- |
| Población  | 79   | 53       | 42       | 36       |
| Diferencia |      | −32,91 % | −20,75 % | −14,28 % |

| Año        | 2023 | 2024 |
| ---------- | ---- | ---- |
| Población  | 36   | 36   |
| Diferencia |      | +0 % |